# Klášter Rosa coeli
Zřícenina kláštera premonstrátek Rosa coeli (latinsky Růže nebes; čte se: [róza célí]) se nachází na východním okraji města Dolní Kounice v okrese Brno-venkov. Jeho areál se zříceninou klášterního kostela a s barokní rezidencí je chráněn jako kulturní památka.

## Historie

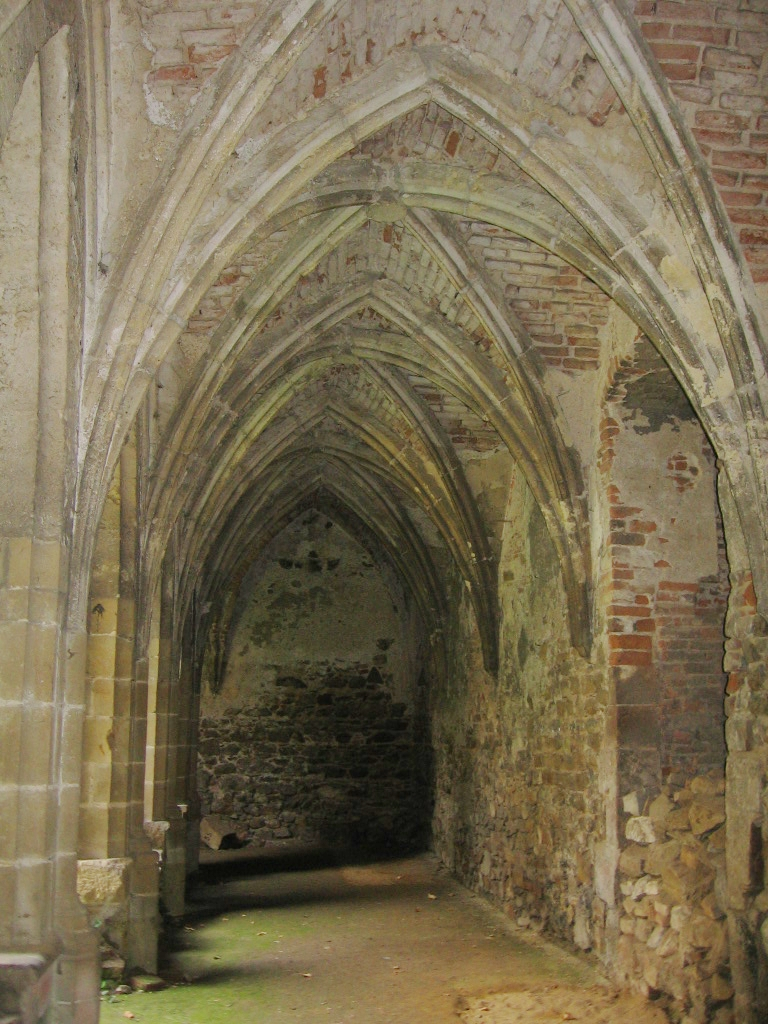
Křížová chodba

Podle kronikáře Jarlocha založil klášter v roce 1181 moravský velmož Vilém jako pokání za poničený majetek v Rakousích, kam podnikal vojenské vpády. Vilém se spojil s želivskými premonstráty, kteří v Dolních Kounicích vybudovali klášterní provizorium, takže se zde již v roce 1183 mohla usídlit komunita premonstrátek z konventu v Louňovicích. Do čela kláštera byl postaven převor, později se titul představeného ustálil na proboštovi. Před rokem 1276 si nechal kounický konvent vyhotovit falzum zakládací listiny s rokem 1173, výčet majetku, který Vilém z Pulína nově založenému klášteru daroval, je však poměrně přesný.
Snad ve druhé čtvrtině 14. století byla zahájena stavba nového gotického klášterního kostela, na což navázala přilehlá kvadratura s rajským dvorem, která byla dokončena zřejmě až na začátku 15. století. V první polovině 14. století byl také postaven klášterní hrad na blízkém návrší. Všechny tyto rozsáhlé investice mohly být jednou z příčin zadluženosti kláštera v té době.
Je možné, že za husitských válek byl konvent vypálen; uváděn je rok 1423, což však nelze přesně doložit. V dalším průběhu století se hospodářská situace kláštera stabilizovala a na začátku 16. století byl kounický probošt jedním z nejvýznamnějších moravských prelátů. V následujících letech se však kounický konvent dostal do krize. Probošt Martin Göschl přestoupil po roce 1522 na luteránskou víru a oženil se s jednou z jeptišek, a i zbytek komunity do značné míry opustil řádové předpisy. Na nátlak olomouckého biskupa Stanislava Thurza musel Göschl v roce 1526 Dolní Kounice opustit. V Mikulově se stal novokřtěncem, posléze však byl zatčen a v biskupském vězení zemřel. Za jeho nástupce Jana však konvent zcela zanikl.
Pustý klášter byl ponechán vlastnímu osudu, jeho panství převzal král a markrabě Ferdinand I. Habsburský. Ten jej zpočátku zastavoval, nakonec roku 1537 prodal kounické panství s konventem místokancléři Českého království Jiřímu Žabkovi z Limberka, který v opraveném klášterním kostele nechal zřídit rodinnou hrobku. Panství ještě několikrát změnilo majitele, od roku 1622 jej drželi Ditrichštejnové. Od nich v roce 1698 zakoupili areál kláštera strahovští premonstráti a pokusili se jej obnovit. Požár v roce 1703 však jejich plány překazil, po opravách obytných budov zde sídlil strahovský administrátor, samotný klášter s kostelem však chátral. Premonstráti jej nakonec v roce 1808 prodali zpět Ditrichštejnům. V roce 1926 vznikl Komitét pro záchranu památek v Dolních Kounicích, který podnítil základní zabezpečovací a restaurátorské práce, v nichž po druhé světové válce pokračovalo Krajské středisko státní památkové péče v Brně. Dnes veřejně přístupný areál kláštera s kostelem vlastní brněnské biskupství, provozovatelem je Městský úřad Dolní Kounice.
Areál kláštera je příležitostně využíván filmovými a televizními štáby, natáčela se zde například pohádka O statečném kováři (1983) nebo seriály Četnické humoresky (2007) a Labyrint (2017).
| Rok  | Počet návštěvníků |
| ---- | ----------------- |
| 2015 | 10 751            |
| 2016 | 17 301            |
| 2017 | 16 377            |

## Klášterní areál

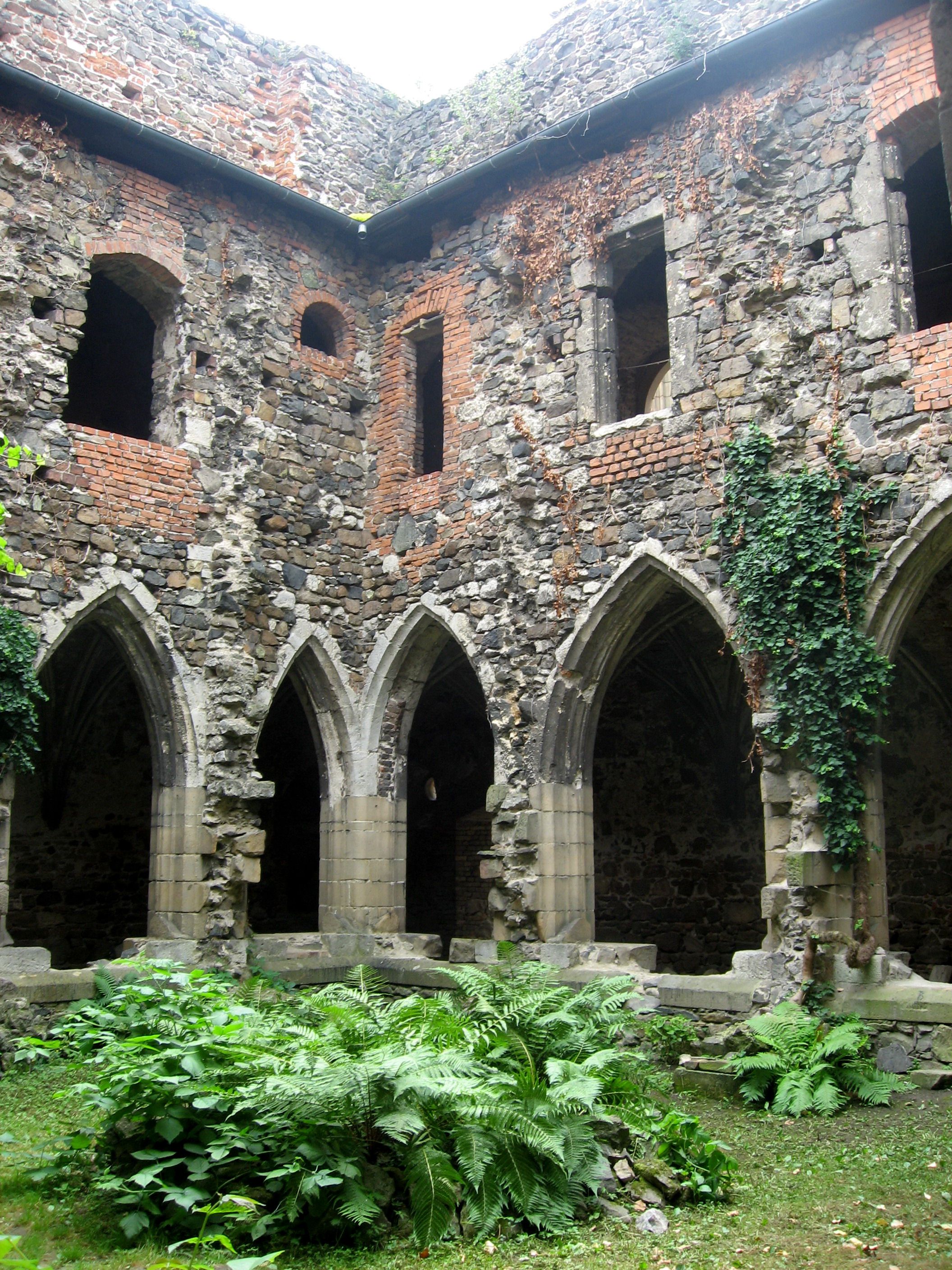
Rajský dvůr

Podoba kláštera z doby před 14. stoletím není v ucelené formě známá. Při záchranném archeologickém výzkumu v roce 2012 v dnes stojící budově tzv. barokního konventu bylo identifikováno 5 stavebních fází předcházejících této stavbě. Nejstarší z nich představuje podlouhlá stavba z kvádříkového zdiva datovaná do závěru 12. století. Může být interpretována jako nejstarší fáze kláštera, nebo jako objekt darovaný klášteru při jeho založení. Do současnosti se dochovala zřícenina kostela Panny Marie s navazujícím ambitem a rajským dvorem, obě gotické stavby pochází právě ze 14. století. Samotná kvadratura ale částečně využívá obvodových zdí původní románské klášterní baziliky (západní a severní obvodní zeď křížové chodby a severní stěna kaple svatého Jana Křtitele/kapitulní síně). Stavba ambitu zaklenutého křížovou klenbou byla zřejmě zahájena v 50. nebo 60. letech 14. století, horizontální spára svědčí o přestávce v budování, zbytek stavby byl dokončen v pozdním 14. století (refektář zmiňován 1388), možná i na začátku století následujícího. Z kleneb v poškozeném prvním patře jsou dochovány pouze konzoly. Obytné prostory kláštera se nedochovaly.
Ambit byl opraven strahovskými premonstráty na přelomu 17. a 18. století (svorník s nápisem a rokem 1701), severně od něj řeholníci vybudovali trojlodní barokní rezidenci, která je nyní využívána jako byty. Roku 1902 byla křížová chodba nově zastřešena.
Západně od kláštera s kostelem, jehož areál je obehnán středověkou zdí, se nachází hospodářský dvůr s hrotitou bránou, hlavní přístup od města.

### Program záchrany architektonického dědictví
V rámci Programu záchrany architektonického dědictví bylo v letech 1995–2014 na opravu památky čerpáno 16 610 000 Kč.
| rok    | 2007  | 2008  | 2009  | 2010  | 2011  | 2012  | 2013 | 2014 |
| ------ | ----- | ----- | ----- | ----- | ----- | ----- | ---- | ---- |
| částka | 4 150 | 3 000 | 2 050 | 1 690 | 2 820 | 1 250 | 800  | 850  |